# Yinshe Facula
L'Yinshe Facula è una struttura geologica della superficie di Mercurio.